# 箕谷出入口
箕谷出入口（みのたにでいりぐち）は、兵庫県神戸市北区の阪神高速道路7号北神戸線と32号新神戸トンネルの出入口。
新神戸トンネル有料道路が阪神高速道路に移管された際に、箕谷JCTの名称が付けられた。

## 道路
- 阪神高速7号北神戸線(7-09)

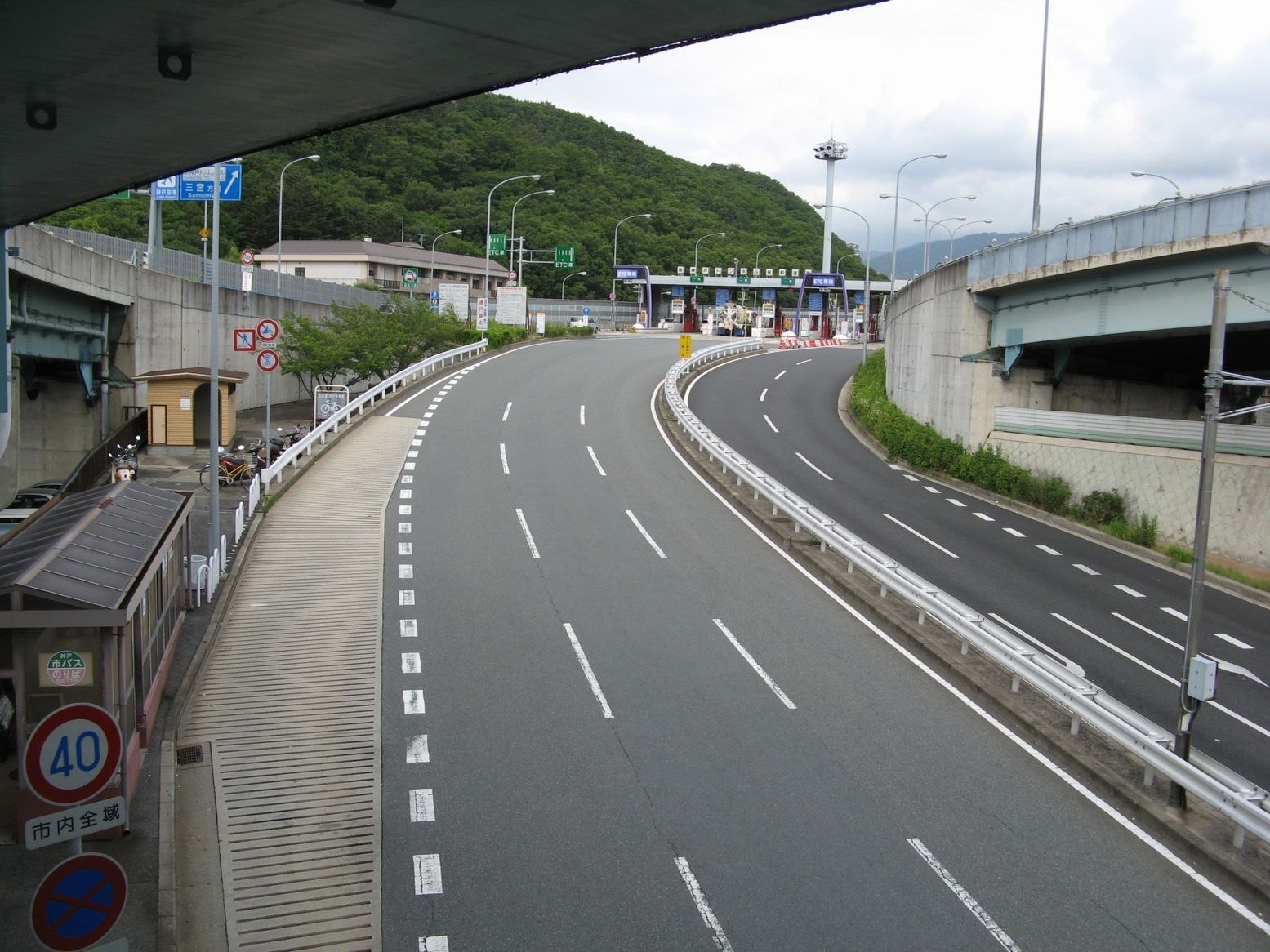
32号新神戸トンネル　箕谷出入口

- 阪神高速32号新神戸トンネル（3号神戸線（生田川出入口）乗継）

### 乗り継ぎ
当出入口 - 新神戸トンネル - 3号神戸線生田川出入口経由で、7号北神戸線と3号神戸線の大阪方面との間に乗り継ぎ制度が設定されていたが、ETC利用でない場合、料金を支払う料金所で乗継券を受け取る必要があった（出口での発行ではない）。なお、2010年（平成22年）12月18日に31号神戸山手線が湊川ジャンクションまで開通し、3号神戸線と直結することに伴い、乗り継ぎ制度は終了となった。ただし、開通が3ヶ月ほど前倒しとなったこともあり、ETC車については2011年（平成23年）3月31日まで、1回分の通行料金で阪神高速の両区間に乗れる割引措置が講じられる。2012年10月1日からは新神戸トンネルも阪神高速道路に編入された。これに伴い7号北神戸線とは現金でそのまま通行が可能となるが、3号神戸線とは現金では別料金扱いとなる。ETCでは3号神戸線と32号新神戸トンネルは通しで乗り継ぎが出来る。

## 料金所
- 総ブース数：9

### 一般道→7号北神戸線
- レーン数：2
  - ETC専用：1
  - サポート：1

### 一般道→32号新神戸トンネル
- レーン数：3
  - ETC専用：2
  - 一般：1

### 32号新神戸トンネル→7号北神戸線
- レーン数：2
  - ETC専用：1
  - ETC/一般：1

### 32号新神戸トンネル→一般道
- レーン数：2
  - ETC専用：1
  - ETC/一般：1

## 接続する道路
- 国道428号
- 兵庫県道15号神戸三田線

## 周辺
- 神戸電鉄箕谷駅
- 箕谷駐車場、神戸市バス「箕谷」停留所 1976年の新神戸トンネル開通にあわせて、パークアンドライド方式の公営駐車場を設置した。全国に先駆けた実証ならびに成功例として取り上げられる。

## 隣
阪神高速7号北神戸線
(7-08)藍那出入口 - (7-09)箕谷出入口/JCT - (7-10)からと西出入口
阪神高速32号新神戸トンネル（北行き　新神戸トンネル）
国道2号入口 - 二宮入口 - 布引IC - 箕谷出入口/JCT
阪神高速32号新神戸トンネル（南行き　第2新神戸トンネル）
箕谷出入口/JCT - 新神戸駅出口 - 神若出口 - 国道2号出口